# Rio Bogotá

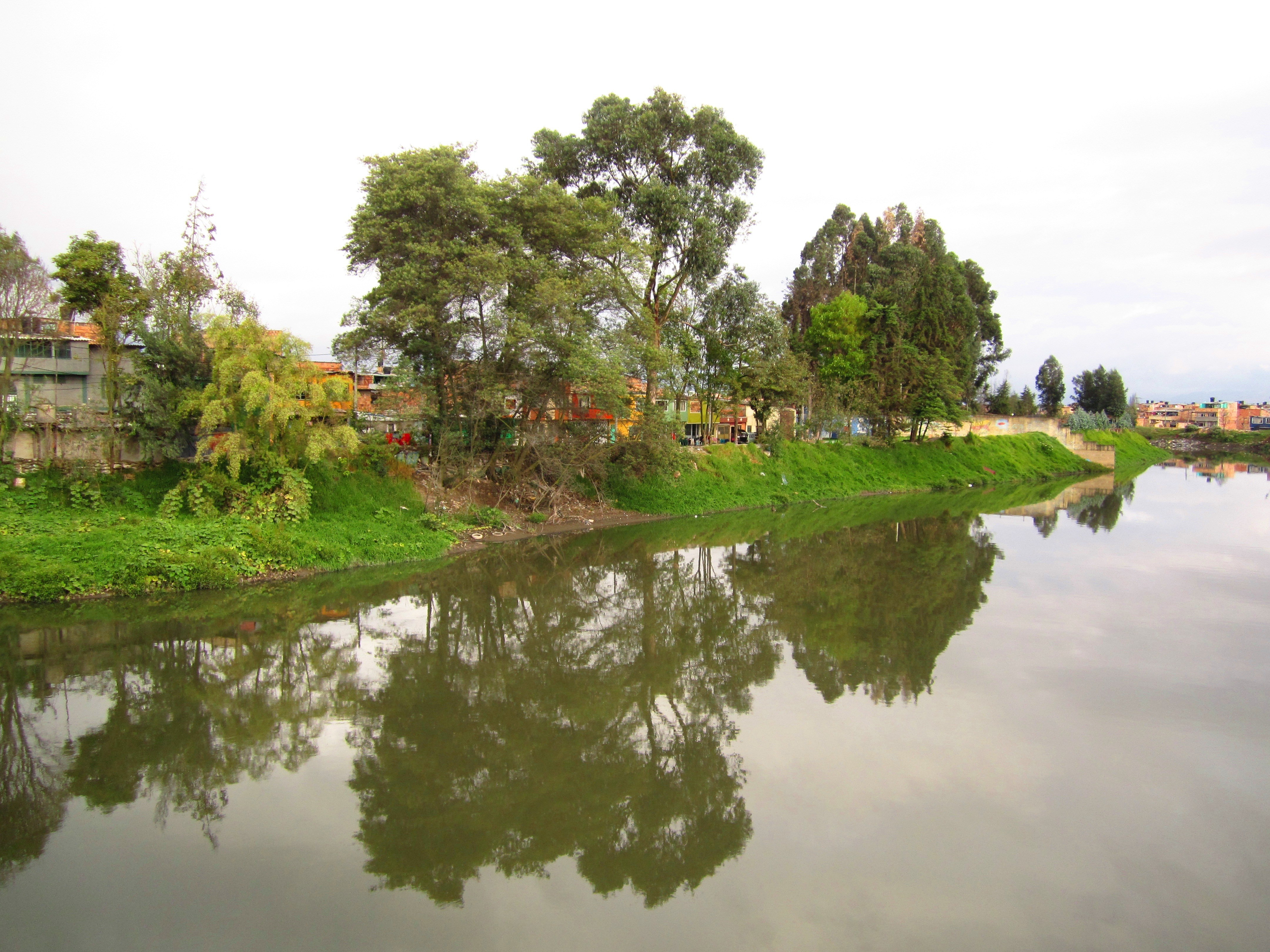
O rio perto de Fontibón.

O rio Bogotá  é um dos rios do departamento de Cundinamarca, no centro de Colômbia. É o principal leito de rio da Savana de Bogotá. Não é navegável nem caudaloso. Desemboca no Magdalena, que chega ao mar das Caraíbas. Em sua bacia vivem uns 9.000.000 de pessoas, dos quais 8.500.000 em Bogotá. Tem uma extensão de aproximada de 380 km. Apresenta altíssimos níveis de contaminação. Ainda que esteja contaminado desde bem perto de sua nascente, o grosso dos tóxicos e detritos industriais e urbanos são descarregados em Bogotá. Faz várias décadas que se desenvolvem programas e iniciativas para descontaminamento do rio.

## Contaminação

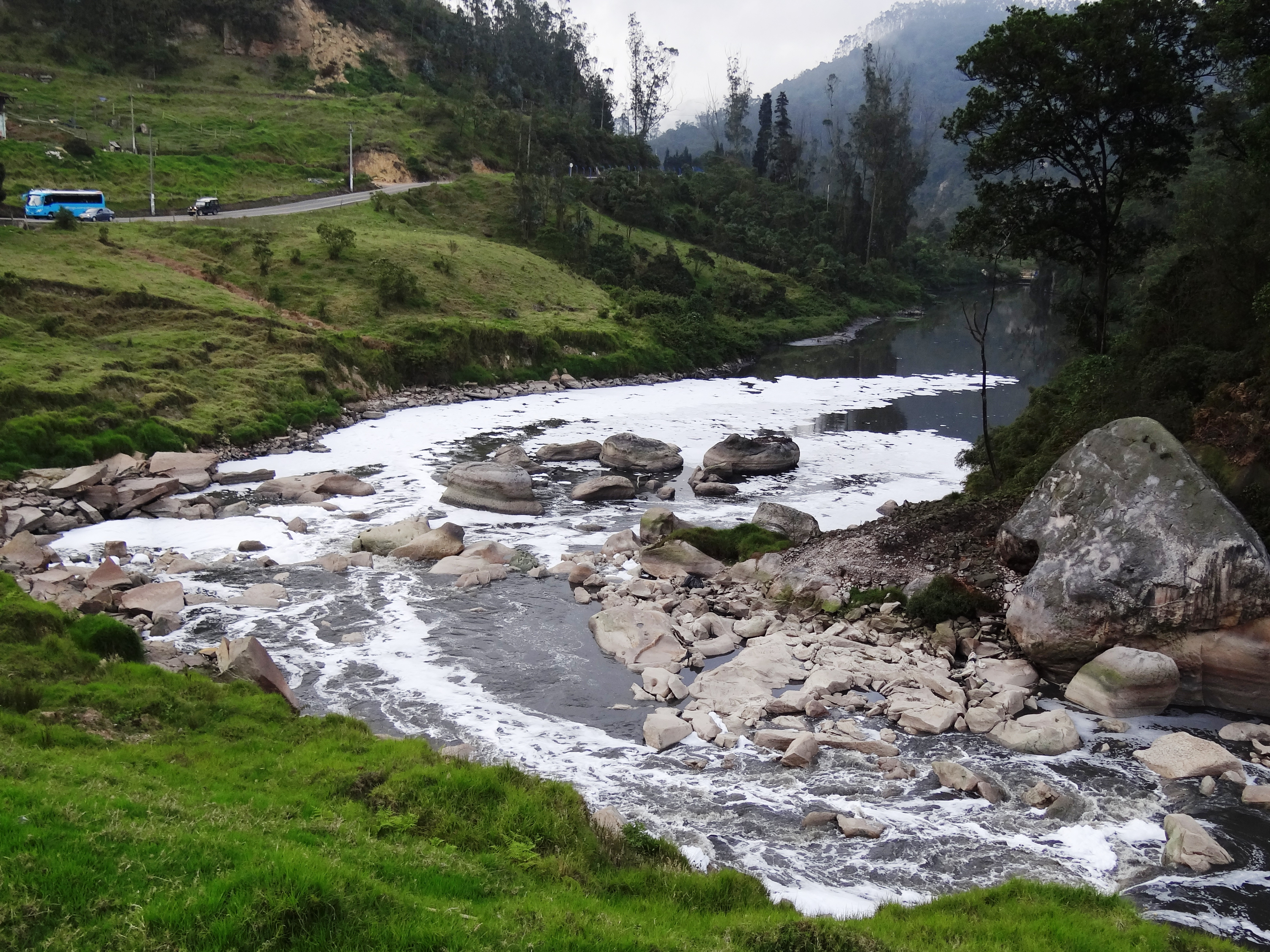
O rio depois de sair de Soacha.

Desde seu nascimento no município de Villapinzón, na província de Almeidas, o rio Bogotá recebe a contaminação proveniente de várias curtumes artesanais que jogam seus dejetos no rio. As autoridades têm tomado medidas para sancionar aos responsáveis por esta contaminação, no entanto a solução é problemática e complexa, pois o aplicativo de sanções geralmente afeta a população economicamente vulnerável que vive da indústria do couro.
O desenvolvimento industrial da província de Sabana Centro introduz uma alta quota de contaminação no rio ao passar por Bogotá. Recebe três de suas principais afluentes os quais descarregam as águas residuais provenientes da cidade, dos rios Salitre, o Fucha e o Tunjuelo.
É a principal fonte de contaminação do rio Magdalena. Entre os tóxicos que leva em seu leito estão o  cadmio, o cromo, o mercurio, o zinco, o arsénico e o chumbo. O ponto máximo de contaminação do rio está em sectores de Bogotá onde o nível de resíduos sólidos pode atingir um nível de 400 mg/L